# Kalendarium drugiego rządu Marka Belki
Kalendarium drugiego rządu Marka Belki opisuje powołanie drugiego rządu Marka Belki, zmiany na stanowiskach ministrów, sekretarzy stanu, podsekretarzy stanu, wojewodów i wicewojewodów a także zmiany personalne na kierowniczych stanowiskach w urzędach centralnych podległych Radzie Ministrów.

## Zmiany w rządzie
Lista zmian personalnych na stanowiskach ministrów, sekretarzy stanu i podsekretarzy stanu.

### Rok 2004
| Powołanie | Odwołanie |
| 11 czerwca 2004 | 11 czerwca 2004 |
| --- | --- |
| - Jerzego Hausnera na urzędy wiceprezesa Rady Ministrów oraz ministra gospodarki i pracy, - Izabeli Jarugi-Nowackiej na urzędy wiceprezesa Rady Ministrów oraz ministra-członka Rady Ministrów, - Włodzimierza Cimoszewicza na urząd ministra spraw zagranicznych, - Sławomira Cytryckiego na urząd ministra-członka Rady Ministrów, - Mariana Czakańskiego na urząd ministra zdrowia, - Waldemara Dąbrowskiego na urząd ministra kultury, - Ryszarda Kalisza na urząd ministra spraw wewnętrznych i administracji, - Michała Kleibera na urząd ministra nauki i informatyzacji, - Wojciecha Olejniczaka na urząd ministra rolnictwa i rozwoju wsi, - Krzysztofa Opawskiego na urząd ministra infrastruktury, - Krzysztofa Patera na urząd ministra polityki społecznej, - Andrzeja Raczko na urząd ministra finansów, - Marka Sadowskiego na urząd ministra sprawiedliwości, - Mirosława Sawickiego na urząd ministra edukacji narodowej i sportu, - Jacka Sochy na urząd ministra skarbu państwa, - Jerzego Swatonia na urząd ministra środowiska, - Jerzego Szmajdzińskiego na urząd ministra obrony narodowej. | – |
| 14 czerwca 2004 | |
| – | - Andrzeja Szejny ze stanowiska podsekretarza stanu w Urzędzie Komitetu Integracji Europejskiej. |
| 21 czerwca 2004 | |
| – | - Ewy Okoń-Horodyńskiej ze stanowiska podsekretarza stanu w Ministerstwie Nauki i Informatyzacji. |
| 6 lipca 2004 | |
| - Włodzimierza Marcińskiego na stanowisko podsekretarza stanu w Ministerstwie Nauki i Informatyzacji. | – |
| 9 lipca 2004 | |
| - Dariusza Marca na stanowisko podsekretarza stanu w Ministerstwie Skarbu Państwa, - Mieczysława Błaszczyka na stanowisko podsekretarza stanu w Ministerstwie Zdrowia. | – |
| 13 lipca 2004 | |
| – | - Andrzeja Piłata ze stanowiska sekretarza stanu w Ministerstwie Infrastruktury, - Jerzego Plewy ze stanowiska podsekretarza stanu w Ministerstwie Rolnictwa i Rozwoju Wsi.                                                                           |
| 14 lipca 2004 | |
| - Andrzeja Kowalskiego na stanowisko podsekretarza stanu w Ministerstwie Rolnictwa i Rozwoju Wsi. | – |
| 15 lipca 2004 | |
| - Marka Balickiego na urząd ministra zdrowia, - Piotra Kulpy na stanowisko podsekretarza stanu w Ministerstwie Gospodarki i Pracy. | - Mariana Czakańskiego z urzędu ministra zdrowia (powołany na ten urząd 11 czerwca 2004). |
| 20 lipca 2004 | |
| - Lecha Nikolskiego na stanowisko sekretarza stanu-Pełnomocnika Rządu do Spraw Narodowego Planu Rozwoju na lata 2007–2013 w Ministerstwie Gospodarki i Pracy, - Pawła Sztwiertni i Rafała Niżankowskiego na stanowiska podsekretarzy stanu w Ministerstwie Zdrowia. | - Ewy Kralkowskiej ze stanowiska sekretarza stanu w Ministerstwie Zdrowia, - Mieczysława Błaszczyka i Wiktora Masłowskiego ze stanowisk podsekretarzy stanu w Ministerstwie Zdrowia.                                                                  |
| 21 lipca 2004 | |
| - Mirosława Gronickiego na urząd ministra finansów. | - Andrzeja Raczki z urzędu ministra finansów (powołany na ten urząd 16 czerwca 2003). |
| 26 lipca 2004 | |
| - Jana Ryszarda Kurylczyka na stanowisko sekretarza stanu w Ministerstwie Infrastruktury. | – |
| 27 lipca 2004 | |
| - Jacka Świątkiewicza na stanowisko podsekretarz stanu w Ministerstwie Zdrowia. | – |
| 31 lipca 2004 | |
| – | - Małgorzaty Okońskiej-Zaremby ze stanowiska podsekretarza stanu w Ministerstwie Gospodarki i Pracy, - Ewy Symonides ze stanowiska podsekretarza stanu-Głównego Konserwatora Przyrody w Ministerstwie Środowiska.                                     |
| 1 sierpnia 2004 | |
| - Zbigniewa Witkowskiego na stanowisko podsekretarza stanu-Głównego Konserwatora Przyrody w Ministerstwie Środowiska. | – |
| 2 sierpnia 2004 | |
| - Andrzeja Jacaszka na stanowisko podsekretarza stanu w Ministerstwie Finansów, - Agnieszki Odorowicz na stanowisko sekretarza stanu w Ministerstwie Kultury. | - Michała Tobera ze stanowiska sekretarza stanu w Ministerstwie Kultury. |
| 3 sierpnia 2004 | |
| - Elżbiety Suchockiej-Roguskiej na stanowisko sekretarza stanu w Ministerstwie Finansów. | - Elżbiety Suchockiej-Roguskiej ze stanowiska podsekretarza stanu w Ministerstwie Finansów (powołana na to stanowisko 23 stycznia 2004). |
| 5 sierpnia 2004 | |
| - Grzegorza Mędzy na stanowisko podsekretarza stanu w Ministerstwie Infrastruktury. | – |
| 9 sierpnia 2004 | |
| - Andrzeja Bratkowskiego i Ryszarda Krystka na stanowiska podsekretarzy stanu w Ministerstwie Infrastruktury. | - Wiesława Szczepańskiego ze stanowiska podsekretarza stanu w Ministerstwie Infrastruktury. |
| 16 sierpnia 2004 | |
| - Magdaleny Środy na stanowisko podsekretarza stanu w KPRM – Pełnomocnika Rządu ds. Równego Statusu Kobiet i Mężczyzn. | – |
| 1 września 2004 | |
| - Andrzeja Grzelaka na stanowisko sekretarza stanu w Ministerstwie Sprawiedliwości. | – |
| 6 września 2004 | |
| - Andrzeja Kalwasa na urzędy ministra sprawiedliwości i prokuratora generalnego, - Jarosława Nenemana na stanowisko podsekretarza stanu w Ministerstwie Finansów. | - Marka Sadowskiego z urzędów ministra sprawiedliwości i prokuratora generalnego (powołany na te urzędy 2 maja 2004), - Elżbiety Muchy ze stanowiska podsekretarza stanu-Głównego Rzecznika Dyscypliny Finansów Publicznych w Ministerstwie Finansów. |
| 13 września 2004 | |
| - Anny Radziwiłł na stanowisko podsekretarza stanu w Ministerstwie Edukacji Narodowej i Sportu. | – |
| 20 września 2004 | |
| - Henryka Gołębiewskiego na stanowisko podsekretarza stanu w Ministerstwie Edukacji Narodowej i Sportu. | – |
| 21 września 2004 | |
| – | - Igora Chalupca ze stanowiska podsekretarza stanu w Ministerstwie Finansów. |
| 4 października 2004 | |
| – | - Dariusza Skowrońskiego ze stanowiska podsekretarza stanu w Ministerstwie Infrastruktury – Pełnomocnika Rządu do Spraw Budowy Dróg Krajowych i Autostrad, Generalnego Dyrektora Dróg Krajowych i Autostrad.                                          |
| 6 października 2004 | |
| - Jana Ryszarda Kurylczyka, sekretarza stanu w Ministerstwie Infrastruktury, na stanowisko Pełnomocnika Rządu do Spraw Budowy Dróg Krajowych i Autostrad. | – |
| 12 października 2004 | |
| – | - Ryszarda Stefańskiego ze stanowiska Zastępcy Prokuratora Generalnego w Ministerstwie Sprawiedliwości. |
| 27 października 2004 | |
| - Zbigniewa Podrazy na stanowisko sekretarza stanu w Ministerstwie Zdrowia. | – |
| 8 listopada 2004 | |
| - Grzegorza Stanisławskiego na stanowisko podsekretarza stanu w Ministerstwie Finansów. | – |
| 24 listopada 2004 | |
| - Izabeli Jarugi-Nowackiej na urząd ministra polityki społecznej. | - Krzysztofa Patera z urzędu ministra polityki społecznej (powołany na ten urząd 2 maja 2004). |
| 3 grudnia 2004 | |
| – | - Cezarego Miżejewskiego ze stanowiska podsekretarza stanu w Ministerstwie Polityki Społecznej. |
| 4 grudnia 2004 | |
| - Cezarego Miżejewskiego na stanowisko sekretarza stanu w Ministerstwie Polityki Społecznej. | – |
| 15 grudnia 2004 | |
| - Jana Ryszarda Kurylczyka, sekretarza stanu w Ministerstwie Infrastruktury na stanowisko Pełnomocnika Rządu do Spraw Rządowego Programu Rozwoju Zintegrowanego Systemu Informacji o Nieruchomościach, - Janusza Opolskiego na stanowisko podsekretarza stanu w Ministerstwie Zdrowia. | – |
| 16 grudnia 2004 | |
| - Agnieszki Chłoń-Domińczak na stanowisko podsekretarza stanu w Ministerstwie Polityki Społecznej, - Wiesława Wilczyńskiego na stanowisko podsekretarza stanu w Ministerstwie Edukacji Narodowej i Sportu. | - Adama Giersza ze stanowiska podsekretarza stanu w Ministerstwie Edukacji Narodowej i Sportu. |

### Rok 2005
| Powołanie | Odwołanie |
| 1 stycznia 2005 | 1 stycznia 2005 |
| --- | --- |
| - Pawła Dakowskiego na stanowisko Pełnomocnika Rządu do Spraw Przygotowania Organów Administracji Państwowej do Współpracy z Systemem Informacyjnym Schengen II (SIS II) i Systemem Informacji Wizowej (VIS). | – |
| 5 stycznia 2005 | |
| - Adama Daniela Rotfelda na urząd ministra spraw zagranicznych. | - Włodzimierza Cimoszewicza z urzędu ministra spraw zagranicznych (powołany na ten urząd 19 października 2001), - Adama Daniela Rotfelda ze stanowiska sekretarza stanu w Ministerstwie Spraw Zagranicznych. |
| 10 stycznia 2005 | |
| – | - Jana Truszczyńskiego ze stanowiska podsekretarza stanu w MSZ. |
| 11 stycznia 2005 | |
| - Jana Truszczyńskiego na stanowisko sekretarza stanu w MSZ, - Piotra Świtalskiego na stanowisko podsekretarza stanu w MSZ. | – |
| 12 stycznia 2005 | |
| - Marka Chałasa na stanowisko podsekretarza stanu w Ministerstwie Infrastruktury. | – |
| 15 stycznia 2005 | |
| – | - Krzysztofa Szamałka ze stanowiska sekretarza stanu w Ministerstwie Środowiska |
| 16 stycznia 2005 | |
| – | - Tomasza Podgajniaka ze stanowiska podsekretarza stanu w Ministerstwie Środowiska. |
| 17 stycznia 2005 | |
| - Tomasza Podgajniaka na stanowisko sekretarza stanu w Ministerstwie Środowiska | – |
| 24 stycznia 2005 | |
| - Jerzego Mariana Langera na stanowisko podsekretarza stanu w Ministerstwie Nauki i Informatyzacji. | - Jana Frąckowiaka ze stanowiska podsekretarza stanu w Ministerstwie Nauki i Informatyzacji oraz z funkcji Sekretarza Komitetu Badań Naukowych. |
| 26 stycznia 2005 | |
| – | - Sergiusza Najara ze stanowiska podsekretarza stanu w MSZ. |
| 14 lutego 2005 | |
| – | - Darii Oleszczuk ze stanowiska podsekretarza stanu w Ministerstwie Rolnictwa i Rozwoju Wsi. |
| 15 lutego 2005 | |
| – | - Tadeusza Soroki ze stanowiska podsekretarza stanu w Ministerstwie Skarbu Państwa. |
| 21 lutego 2005 | |
| - Wiesława Zapędowskiego na stanowisko podsekretarza stanu w Ministerstwie Rolnictwa i Rozwoju Wsi, - Andrzeja Skowrońskiego na stanowisko podsekretarza stanu-Głównego Geologa Kraju w Ministerstwie Środowiska. | – |
| 23 lutego 2005 | |
| - Zdzisława Hensla na stanowisko podsekretarza stanu w Ministerstwie Edukacji Narodowej i Sportu. | - Hanny Kuzińskiej ze stanowiska podsekretarza stanu w Ministerstwie Edukacji Narodowej i Sportu. |
| 15 marca 2005 | |
| – | - Dariusza Marca ze stanowiska podsekretarza stanu w Ministerstwie Skarbu Państwa. |
| 29 marca 2005 | |
| - Aleksandry Wasilewskiej-Tietz na stanowisko podsekretarza stanu w Urzędzie Komitetu Integracji Europejskiej. | – |
| 30 marca 2005 | |
| - Krzysztofa Żyndula na stanowisko podsekretarza stanu w Ministerstwie Skarbu Państwa. | – |
| 31 marca 2005 | |
| - Jacka Piechoty na urząd ministra gospodarki i pracy. | - Jerzego Hausnera urzędów wiceprezesa Rady Ministrów (powołany na ten urząd 16 czerwca 2003) oraz ministra gospodarki i pracy (powołany na ten urząd 7 stycznia 2003), - Jacka Piechoty ze stanowiska sekretarza stanu w Ministerstwie Gospodarki i Pracy, - Janusza Palusa ze stanowiska zastępcy Prokuratora Generalnego-Naczelnego Prokuratora Wojskowego w Ministerstwie Sprawiedliwości. |
| 25 kwietnia 2005 | |
| – | - Jerzego Swatonia z urzędu ministra środowiska (powołany na ten urząd 2 maja 2004; pełniącym obowiązki ministra został premier Marek Belka, a kierownikiem resortu tymczasowo sekretarz stanu w ministerstwie środowiska Tomasz Podgajniak). |
| 25 kwietnia 2005 | |
| - Jerzego Ciszewskiego na stanowisko podsekretarza stanu w Ministerstwie Edukacji Narodowej i Sportu. | - Wiesława Wilczyńskiego ze stanowiska podsekretarza stanu w Ministerstwie Edukacji Narodowej i Sportu. |
| 28 kwietnia 2005 | |
| - Małgorzaty Ostrowskiej na stanowisko sekretarza stanu w Ministerstwie Gospodarki i Pracy, - Piotra Rutkowskiego na stanowisko podsekretarza stanu w Ministerstwie Gospodarki i Pracy. | – |
| 30 kwietnia 2005 | |
| – | - Tadeusza Wołka ze stanowiska podsekretarza stanu w Ministerstwie Sprawiedliwości. |
| 9 maja 2005 | |
| - Jacka Męciny na stanowisko podsekretarza stanu w Ministerstwie Gospodarki i Pracy. | - Piotra Kulpy ze stanowiska podsekretarza stanu w Ministerstwie Gospodarki i Pracy. |
| 24 maja 2005 | |
| - Tomasza Podgajniaka na urząd ministra środowiska. | - Tomasza Podgajniaka ze stanowiska sekretarza stanu w Ministerstwie Środowiska. |
| 31 maja 2005 | |
| - Józefa Jerzego Pilarczyka na urząd ministra rolnictwa i rozwoju wsi, - Andrzeja Mizgajskiego na stanowisko sekretarza stanu w Ministerstwie Środowiska. | - Wojciecha Olejniczaka z urzędu ministra rolnictwa i rozwoju wsi, - Józefa Jerzego Pilarczyka ze stanowiska sekretarza stanu w Ministerstwie Rolnictwa i Rozwoju Wsi (powołany na ten urząd 2 lipca 2003), - Andrzeja Mizgajskiego ze stanowiska podsekretarza stanu w Ministerstwie Środowiska. |
| 1 czerwca 2005 | |
| - Olgi Iwaniak na stanowisko podsekretarza stanu w KPRM, - Jerzego Żuralskiego na stanowisko podsekretarza stanu w Ministerstwie Sprawiedliwości. | – |
| 8 czerwca 2005 | |
| - Józefa Śliwy na stanowisko sekretarza stanu w Ministerstwie Rolnictwa i Rozwoju Wsi. | – |
| 9 czerwca 2005 | |
| - Tadeusza Matusiaka na stanowisko sekretarza stanu w MSWiA. - Jana Schöna na stanowisko podsekretarza stanu w MSWiA. | - Tadeusza Matusiaka ze stanowiska podsekretarza stanu w MSWiA. |
| 16 czerwca 2005 | |
| – | - Mirosława Zielińskiego ze stanowiska podsekretarza stanu w Ministerstwie Gospodarki i Pracy. |
| 17 czerwca 2005 | |
| - Marcina Kaszuby na stanowisko podsekretarza stanu w Ministerstwie Gospodarki i Pracy. | – |
| 14 lipca 2005 | |
| – | - Stanisława Kowalczyka ze stanowiska podsekretarza stanu w Ministerstwie Rolnictwa i Rozwoju Wsi. |
| 19 lipca 2005 | |
| – | - Dariusza Witkowskiego ze stanowiska podsekretarza stanu w Ministerstwie Skarbu Państwa. |
| 31 lipca 2005 | |
| – | - Andrzeja Jacaszka ze stanowiska podsekretarza stanu w Ministerstwie Finansów. |
| 4 sierpnia 2005 | |
| - Jerzego Ciszewskiego, podsekretarza stanu w Ministerstwie Edukacji Narodowej i Sportu, na stanowisko pełnomocnika Rządu do spraw zorganizowania urzędu obsługującego sprawy z zakresu działu administracji rządowej-kultura fizyczna i sport. | – |
| 15 sierpnia 2005 | |
| - Wojciecha Petkowicza na stanowisko zastępcy Prokuratora Generalnego-Naczelnego Prokuratora Wojskowego. | – |
| 31 sierpnia 2005 | |
| – | - Jacka Kluczkowskiego ze stanowiska podsekretarza stanu w KPRM. |
| 1 września 2005 | |
| - Marka Belki, prezesa Rady Ministrów, na urząd ministra sportu, - Mirosława Sawickiego na urząd ministra edukacji narodowej, - Tadeusza Szulca na stanowisko sekretarza stanu w Ministerstwie Edukacji Narodowej, - Jerzego Ciszewskiego na stanowisko sekretarza stanu w Ministerstwie Sportu, - Anny Radziwiłł na stanowisko podsekretarza stanu w Ministerstwie Edukacji Narodowej, - Henryka Gołębiewskiego na stanowisko podsekretarza stanu w Ministerstwie Edukacji Narodowej, - Zdzisława Hensela na stanowisko podsekretarza stanu w Ministerstwie Edukacji Narodowej. | - Mirosława Sawickiego z urzędu ministra edukacji narodowej i sportu (powołany na ten urząd 2 maja 2004), - Tadeusza Szulca ze stanowiska sekretarza stanu w Ministerstwie Edukacji Narodowej i Sportu, - Anny Radziwiłł ze stanowiska podsekretarza stanu w Ministerstwie Edukacji Narodowej i Sportu, - Henryka Gołębiewskiego ze stanowiska podsekretarza stanu w Ministerstwie Edukacji Narodowej i Sportu, - Zdzisława Hensela ze stanowiska podsekretarza stanu w Ministerstwie Edukacji Narodowej i Sportu, - Jerzego Ciszewskiego ze stanowiska podsekretarza stanu w Ministerstwie Edukacji Narodowej i Sportu. |
| 14 września 2005 | |
| – | - Ireny Herbst ze stanowiska podsekretarza stanu w Ministerstwie Gospodarki i Pracy. - Marka Żwirskiego ze stanowiska podsekretarza stanu w KPRM. |
| 19 września 2005 | |
| – | - Agnieszki Odorowicz ze stanowiska sekretarza stanu w Ministerstwie Kultury. |
| 30 września 2005 | |
| – | - Krzysztofa Krystowskiego ze stanowiska podsekretarza stanu w Ministerstwie Gospodarki i Pracy. |
| 5 października 2005 | |
| – | - Pawła Dakowskiego ze stanowisk podsekretarza stanu w MSWiA oraz pełnomocnika Rządu do Spraw Przygotowania Organów Administracji Państwowej do Współpracy z Systemem Informacyjnym Schengen II (SIS II) i Systemem Informacji Wizowej (VIS). |
| 10 października 2005 | |
| - Tadeusza Matusiaka, sekretarza stanu w MSWiA, na stanowisko pełnomocnika Rządu do Spraw Przygotowania Organów Administracji Państwowej do Współpracy z Systemem Informacyjnym Schengen II (SIS II) i Systemem Informacji Wizowej (VIS). | – |
| 14 października 2005 | |
| – | - Jakuba Wolskiego ze stanowiska podsekretarza stanu w MSZ, - Wiesława Zapędowskiego ze stanowiska podsekretarza stanu w Ministerstwie Rolnictwa i Rozwoju Wsi, - Piotra Rutkowskiego ze stanowiska podsekretarza stanu w Ministerstwie Gospodarki i Pracy. |
| 18 października 2005 | |
| – | - Macieja Klimczaka ze stanowiska podsekretarza stanu w Ministerstwie Kultury, - Henryka Gołębiewskiego ze stanowiska podsekretarza stanu w Ministerstwie Edukacji Narodowej. |
| 19 października 2005 | |
| – | - Andrzeja Załuckiego ze stanowiska podsekretarza stanu w MSZ. |
| 23 października 2005 | |
| – | - Piotra Świtalskiego ze stanowiska podsekretarza stanu w MSZ. |
| 24 października 2005 | |
| – | - Kazimierza Jaszczyka ze stanowiska podsekretarza stanu w Ministerstwie Skarbu Państwa. |
| 28 października 2005 | |
| – | - Lecha Nikolskiego ze stanowiska sekretarza stanu-Pełnomocnika Rządu do Spraw Narodowego Planu Rozwoju na lata 2007–2013 w Ministerstwie Gospodarki, - Stanisława Jaśkiewicza ze stanowiska podsekretarza stanu w KPRM. |
| 31 października 2005 | |
| – | - Marka Belki, prezesa Rady Ministrów, z urzędu ministra sportu (powołany na ten urząd 1 września 2005), - Jerzego Hausnera z urzędów wiceprezesa Rady Ministrów oraz ministra gospodarki i pracy (powołany na te urzędy 11 czerwca 2004), - Izabeli Jarugi-Nowackiej z urzędów wiceprezesa Rady Ministrów (powołana na ten urząd 11 czerwca 2004) oraz ministra polityki społecznej (powołana na ten urząd 24 listopada 2004), - Sławomira Cytryckiego z urzędu ministra-członka Rady Ministrów (powołany na ten urząd 11 czerwca 2004), - Waldemara Dąbrowskiego z urzędu ministra kultury (powołany na ten urząd 11 czerwca 2004), - Ryszarda Kalisza z urzędu ministra spraw wewnętrznych i administracji (powołany na ten urząd 11 czerwca 2004), - Michała Kleibera z urzędu ministra nauki i informatyzacji (powołany na ten urząd 11 czerwca 2004), - Krzysztofa Opawskiego z urzędu ministra infrastruktury (powołany na ten urząd 11 czerwca 2004), - Mirosława Sawickiego na urząd ministra edukacji narodowej (powołany na ten urząd 1 września 2005), - Jacka Sochy z urzędu ministra skarbu państwa (powołany na ten urząd 11 czerwca 2004), - Jerzego Szmajdzińskiego z urzędu ministra obrony narodowej (powołany na ten urząd 11 czerwca 2004), - Marka Balickiego z urzędu ministra zdrowia (powołany na ten urząd 15 lipca 2004), - Mirosława Gronickiego z urzędu ministra finansów (powołany na ten urząd 21 lipca 2004), - Andrzeja Kalwasa z urzędu ministra sprawiedliwości (powołany na ten urząd 6 września 2004), - Adama Rotfelda z urzędu ministra spraw zagranicznych (powołany na ten urząd 5 stycznia 2005), - Jacka Piechoty z urzędu ministra gospodarki i pracy (powołany na ten urząd 31 marca 2005), - Tomasza Podgajniaka z urzędu ministra środowiska (powołany na ten urząd 24 maja 2005), - Józefa Pilarczyka z urzędu ministra rolnictwa i rozwoju wsi (powołany na ten urząd 31 maja 2005), - Jana Truszczyńskiego ze stanowiska sekretarza stanu w Ministerstwie Spraw Zagranicznych (powołany na to stanowisko 11 stycznia 2005). |